# Owen, Wisconsin
Owen là một thành phố thuộc quận Clark, tiểu bang Wisconsin, Hoa Kỳ. Năm 2000, dân số của thành phố này là 936 người.